# 飯田城
飯田城（日语：飯田城、いいだじょう）是一座位於日本長野縣飯田市（舊為信濃國伊那郡）的城。別名長姬城。在江戶時代是信濃飯田藩的藩廳所在地。

## 概要
飯田城據說建於13世紀初期，由當地地頭的坂西氏修築。戰國時代武田氏攻下信濃後，飯田城被武田家臣秋山虎繁改建為一座堅固的城堡。武田氏滅亡之後，伊那郡轉由毛利秀賴掌管，飯田城則設為治理據點。本能寺之變之後，得到德川家康支援的下條賴安掌握了飯田城，接著菅沼定利入城。德川氏移封至關東後，毛利秀賴再次入城，之後由他的女婿京極高知繼承，作為近世城郭的飯田城也是在這一時期整修。在江戶時代，飯田城被封為信濃飯田藩的藩城，直到明治維新為止，由小笠原氏、脇坂氏、堀氏陸續接任此城之主。現在飯田城本丸整備成一座神社，並保留部分石垣、空堀和土壘遺跡。二之丸建為飯田市美術博物館，藩主住居的櫻丸則是為縣機關之合同廳舍所使用。

## 歷史

### 室町時代
飯田城本來為山伏修行的場所，之後坂西氏因考量據點用地的關係，將居城由愛宕城移至此處，並建起飯田城。

### 安土桃山時代、江戶時代
天文23年（1554年），武田信玄入侵下伊那，飯田城和大島城被列為該郡的據點。之後的30年間飯田城皆在武田氏的掌管下，且因有向南三河國進攻的計畫，曾對飯田城進行整修的工程。元龜3年（1572年），信玄發動西上作戰，當時擔任城主之位的秋山虎繁奉命攻打織田氏的領地，並成功奪取岩村城，而飯田城則轉交給坂西織部亮治理。
天正10年（1582年）2月，織田信長發動甲州征伐，消滅掉武田氏後，伊那郡主由毛利秀賴擔任，並委派下條氏長擔任飯田城城主。但在同年6月發生本能寺之變，信長父子在此騷亂中陣亡，因此武田舊領成為德川氏、北條氏、上杉氏的三方角力之處，最終下伊那由德川氏管轄，城代則為菅沼定利受命擔負。天正18年（1590年），因家康移封至關東，毛利秀賴再次入城後，擴建三之丸以及大手門，且整備城下町。
慶長6年（1601年），信濃飯田藩成立，藩主由小笠原秀政接任，同18年（1613年），秀政改封至松本藩，飯田藩變為幕府直轄地。直到元和3年（1617年），飯田藩才轉交給脇坂氏管治，寬文12年（1672年），城主改由堀氏出任，直至幕末為止。

## 構造
飯田城位在天龍川的支流松川和谷川之間的河階上，利用水堀和空堀劃分為六個曲輪──山伏丸、本丸、二之丸、出丸、三之丸、櫻丸，因曲輪呈現直線型的排列，為連郭式的平山城。與小諸城的地形配置相似，從城下町至本丸的高度為遞減的地形，另外城的兩側為天然形成的斷崖，若要攻破該城本丸，必須要個個擊破才能抵達到本丸，為易守難攻的城堡。

## 歷代城主
| 就任期間   | 氏族                 | 城主                 |
| ---------- | -------------------- | -------------------- |
| 13世紀初～ | 坂西氏               | 不明                 |
| 1554～1562 | 跡部氏               | 跡部勝忠             |
| 1562～1575 | 秋山氏               | 秋山虎繁             |
| 1575～1582 | 保科正直、坂西織部亮 | 保科正直、坂西織部亮 |
| 1582       | 下條氏               | 下條氏長             |
| 1582～1584 | 下條氏               | 下條賴安             |
| 1584～1590 | 菅沼氏               | 菅沼定利             |
| 1590～1593 | 毛利氏               | 毛利秀賴             |
| 1593～1600 | 京極氏               | 京極高知             |
| 1600～1613 | 小笠原氏             | 小笠原秀政           |
| 1613～1617 | 幕府管理             | 幕府管理             |
| 1617～1653 | 脇坂氏               | 脇坂安元             |
| 1653～1672 | 脇坂氏               | 脇坂安政             |
| 1672～1673 | 堀氏                 | 堀親昌               |
| 1673～1686 | 堀氏                 | 堀親貞               |
| 1686～1697 | 堀氏                 | 堀親常               |
| 1697～1715 | 堀氏                 | 堀親賢               |
| 1715～1728 | 堀氏                 | 堀親庸               |
| 1728～1746 | 堀氏                 | 堀親藏               |
| 1746～1779 | 堀氏                 | 堀親長               |
| 1779～1784 | 堀氏                 | 堀親忠               |
| 1784～1796 | 堀氏                 | 堀親民               |
| 1796～1845 | 堀氏                 | 堀親寚               |
| 1845～1868 | 堀氏                 | 堀親義               |
| 1868～1871 | 堀氏                 | 堀親廣               |

## 備註
1. ↑  一志茂樹、黒坂周平 (编). . 日本: 平凡社. 1979. ISBN 4582490204 （日语）.
2. ↑  .   [2022-08-02]. 原始内容存档于2022-04-23. （页面存档备份，存于）

## 外部連結
- 飯田城 （页面存档备份，存于） - kotobank
- 飯田城の歴史 （页面存档备份，存于） - 飯田市役所ウェブサイト
- 飯田城の歴史 （页面存档备份，存于） - 飯田城温泉 天空の城 三宜亭本館
- 飯田城ガイド （页面存档备份，存于） - 飯田市美術博物館